# Dunhuang
Dunhuang (cinese: 敦煌; pinyin: Dūnhuáng), nome che significa "faro scintillante", è una città cinese nella prefettura di Jiuquan. Si trova nella parte occidentale della provincia del Gansu, lungo la celebre Via della seta, ed è posta in uno degli incroci di culture più significativi del pianeta. La città era l'ultima oasi per i viaggiatori diretti verso l'Occidente, prima della separazione della grande via in due diramazioni, necessarie per evitare di attraversare il deserto di Taklamakan.

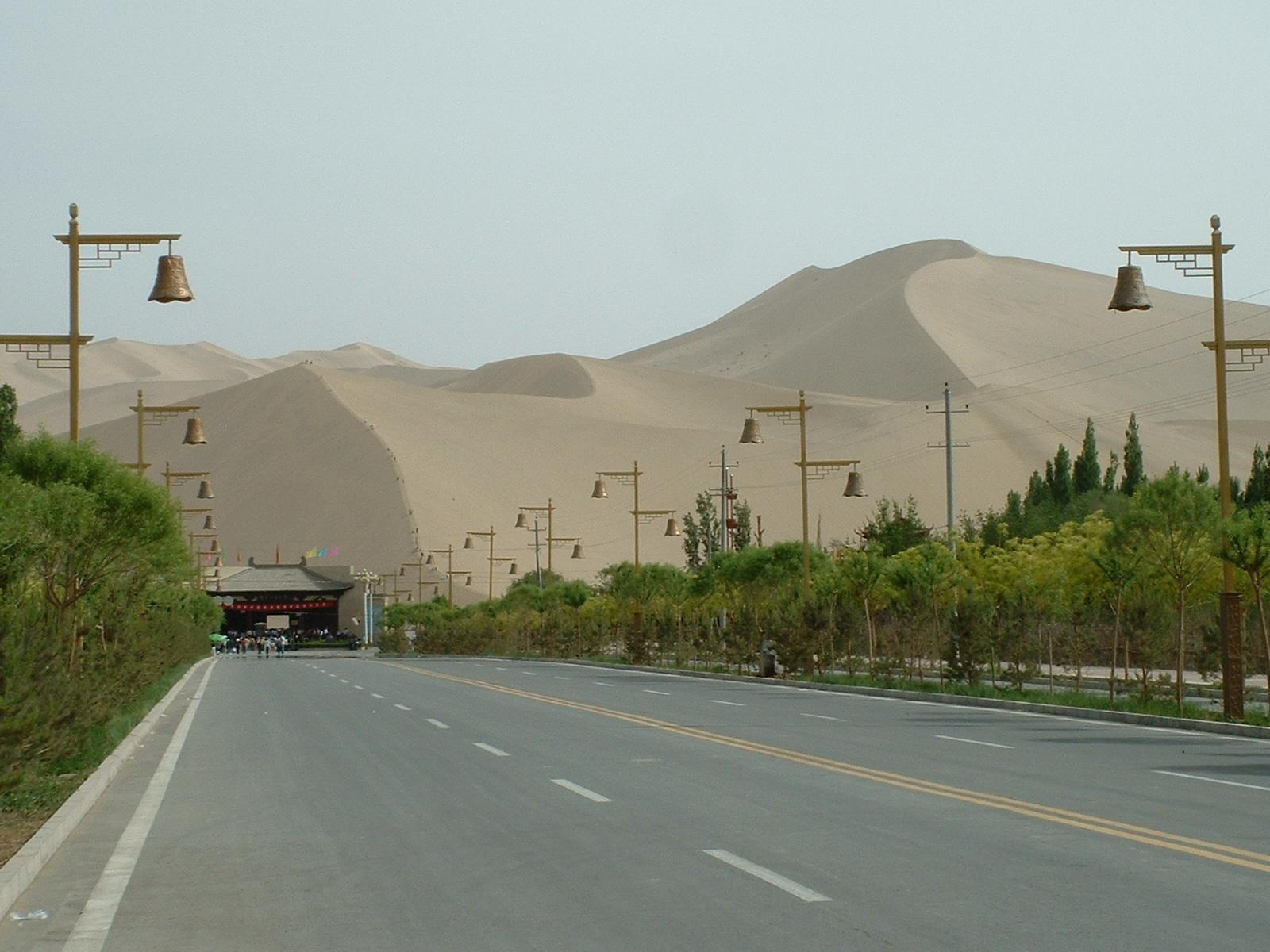
Dune di sabbia a Dunhuang

I due forti della città, la "Porta di giada" e il "passo Yangguan", significavano per i viaggiatori provenienti da ovest che si recavano in Oriente l'aver superato indenni il percorso intorno al deserto, che era costellato di ossa di sfortunati viandanti.
Il centro rappresentava l'ultimo baluardo della muraglia cinese.
È diventata celebre per le grotte di Mogao. Non lontano dalla città si trova il l'oasi con il lago Yueyaquan, celebre per la sua forma a mezzaluna.